# Гвендолин Шеферд
Гвендолин Шеферд (нем. Gwendolyn „Gwen“ Shepherd) — персонаж, главная героиня серии романов «Таймлесс» немецкой писательницы Керстин Гир. Последняя путешественница во времени, также известная как «Рубин» и «Ворон».

## Общие сведения
- Имя: Гвендолин София Элизабет Шеферд
- Настоящее полное имя: Гвендолин София Элизабет де Виллер (фамилия биологического отца)
- Родители: Грейс и Николас Шеферд (как потом выяснилось, биологические родители — Люси Монтроуз и Пол де Виллер)
- Родственники: Лукас Монтроуз — дедушка (прадедушка), леди Ариста — бабушка (прабабушка), Гленда Монтроуз — тетя (двоюродная бабушка), Шарлотта Монтроуз — кузина (двоюродная тетя), Кэролайн и Ник Шеферд — брат и сестра (тетя и дядя)
- Особые приметы: родинка в виде полумесяца, темные прямые волосы (у остальных Монтроузов волосы рыжие)
- Глаза: фамильные голубые глаза Монтроузов
- Необычные способности: путешествует во времени, может видеть призраков (магия ворона); бессмертие
- Драгоценный камень: Рубин.
- Любовь: Гидеон де Виллер

## Ранние годы
Родилась 8 октября (7 октября как выяснилось позже) 1994 года в Дархеме на севере Англии. Когда её папа — Николас Шеферд умер от лейкемии, Грейс — её мама решилась на переезд в Лондон. Тогда Гвен уже имела младших сестру и брата — Кэролайн и Ника. В Лондоне семья Шефердов поселилась в доме родителей Грейс — Лукаса Монтроуза и леди Аристы. В доме уже жили: Гленда Монтроуз — родная сестра Грейс, Шарлотта — дочь Гленды и сверстница Гвен, родившаяся 7 октября, и тетя Мэдди — сестра Лукаса. У всех Монтроузов были рыжие волосы, кроме Гвендолин, у которой были чёрные папины волосы. Жизнь Гвендолин в Лондоне была несладкой, ибо девушка постоянно становилась объектом травли со стороны Гленды и Шарлотты из-за своей способности видеть призраков. После смерти дедушки Лукаса, леди Ариста и Гленда начинают подготовку Шарлотты к судьбе путешественницы во времени. Шарлотта посещала уроки фехтования, танцев, музыки и тайноведенья. Ариста, Гленда и Шарлотта не посвящали остальную часть семьи в свои дела. Несмотря на то, что Гвен считает всю эту кутерьму сущей ерундой, иногда она не прочь выпытать пару секретов у тети Мэдди, пока та была расположена к разговору. Гвен учится в школе Сент-Леннокс вместе с Шарлоттой. Её лучшая подруга — Лесли Хэй, с которой она иногда прогуливает уроки в туалете с целью спокойно поговорить. Также она неплохо общается с Синтией Дейл — школьным гуру в вопросе любви, и Гордоном Гельдерманом — бывшим номером один среди девочек в классе.

## Роль в книгах в качестве «Рубина»
В старых письменах и пророчествах графа, «Рубин» представляется как нечто особенное, но графу Сен-Жермену Гвен показалась вполне обыкновенной. В ложе ей и Грейс не доверяют из-за Люси. Хранители считают, что Грейс помогла Люси и Полу украсть первый хронограф, поэтому, отводя на элапсацию, Гвен завязывают глаза. Гидеон поначалу тоже не доверяет ей, но потом изменяет своё отношение. Гвендолин не желает принять сторону графа, ведь мама посоветовала ей держаться от него подальше. Опасения Грейс подтверждаются. Во время первой встречи Гвендолин и Графа он душит её, при этом стоя за 4 метра от неё. Во время элапсации Гвен встречает своего дедушку Лукаса, вместе с ним и с помощью Лесли она пытается понять, почему Пол и Люси украли первый хронограф, и что за тайна скрывается за «Тайной». Вскоре к ним присоединяется брат Гидеона — Рафаэль, а следом и сам Гидеон. Также им помогают тетя Мэдди, мистер Бернхард и Химериус — демон-горгулья, которого может видеть только Гвен. В ходе расследований выясняется, что цель графа не столь бескорыстна. Хранители уверенны, что цель графа — излечение всего мира, но на самом деле он стремится к бессмертию и власти. Также оказывается, что Гвен должна умереть для достижения цели графа. Лесли узнает, где находится первый хронограф, и Гвен с помощью него перемещается во времени. Теперь в хронографе не хватает только крови Гидеона. Гвен окончательно переманивает его на свою сторону, и Гидеон тоже пускает свою кровь в этот хронограф. Круг крови замыкается, и они получают «камень мудрости», который больше похож на неприглядную соль. Граф пытается убить Гвендолин в прошлом, но поскольку она бессмертна (дочь сразу двух путешественников во времени), ему это не удается. Он ставит ей ультиматум: либо она лишает себя жизни сама, либо умрет Гидеон. Гвен тянет время, но граф стреляет в Гидеона, как только он появляется в комнате. К счастью, Гидеон выпил «камень мудрости», растворенный в воде Люси и Полом. Теперь у них с Гвен есть целая вечность, а граф повержен.
Первые перемещения Гвен в прошлое начались в апреле 2011 т.к именно тогда ей было 16 с половиной лет (17-й год жизни является инициирующим):
1. Неконтролируемый прыжок, 5 апреля, около дома, приблизительно в 18.00. 20 век
2. Неконтролируемый прыжок, 6 апреля, в коридоре дома Монтроуз, приблизительно 4 утра. 19 век (1851 год).
3. Неконтролируемый прыжок, 6 апреля школа Сент-Леннокс, приблизительно 13.00.18 век
4. Неконтролируемый прыжок, 6 апреля, ложа, приблизительно 15.00 19 век
5. Прыжок при помощи хронографа, ложа, 6 апреля, приблизительно 16.00 1782, встреча с графом Сен-Жерменом
6. Прыжок при помощи хронографа, ложа, 7 апреля, приблизительно 15.00 1912 год, встреча с Маргарет Тилни, Люси Монтроуз и Полом де Виллером.
7. Прыжок при помощи хронографа, ложа, 7 апреля, приблизительно 15.00 элапсация, встреча с Лукасом Монтроузом, 1948 год.

## Внешность и характер
Тетя Гленда все время говорит, что у Гвендолин мозг размером с горошину и обе ноги левые. Также она называет её родинку в форме полумесяца бананом, и нередко обращает внимание на то, что Гвен родилась недоношенной. Разумеется, Гвен это раздражает и подавляет. Сама она так себя описывает: « Во мне уже было почти метр семьдесят росту, а лифчик я носила второго размера. И скоро, между прочим, собиралась переходить на третий.» Лесли всегда говорила что у Гвен очень красивые голубые глаза и длинные чёрные ресницы, мадам Росини заметила, что у неё красивая кожа алебастрового цвета. Можно сделать вывод, что Гвенни достаточно привлекательна, хотя не так как Шарлотта.
Характер у Гвен сложный. Иногда она совершает очень глупые и опрометчивые поступки. Но в то же время она остроумная и веселая. Вот как говорит о ней Гидеон: «Знаю-знаю, мы знакомы меньше недели, и сначала ты показалась мне очень… инфантильной, и я, наверное, вёл себя с тобой просто ужасно. Но ты такая непредсказуемая, никогда не знаешь наверняка, что ты выкинешь в следующий момент. В некоторых вещах ты просто до ужаса… э-э-э… неопытная. Порой так и хочется взять тебя за плечи и тряхнуть разок-другой.
— Ага, заметно, что ты нечасто объясняешься девушкам в любви, — сказала я.
— Но вслед за этим ты снова становишься такой весёлой, и умной, и бесконечно милой, — продолжал Гидеон, пропустив мимо ушей моё замечание. — Но самое плохое заключается в том, что стоит тебе только оказаться со мной в одном помещении, как у меня возникает непреодолимое желание дотронуться до тебя и поцеловать…» 

## Критика персонажа
В рецензии книги издания New York Times Гвендолин (в английских изданиях изначально её имя переделали на Гвинет) названа типичной главной героиней подростковой литературы — обыкновенным подростком, обнаруживающим у себя сверхспособности; по мнению рецензента, она «слишком мягкая для главной героини», но «очень восприимчивая» для роли рассказчицы. В отзыве Kirkus Review отмечено хорошее чувство юмора Гвендолин, которое удалось передать и в переводе книги на английский язык. В рецензии Publishers Weekly оба главных героя названы «первоклассными» и заставляющими ожидать продолжение трилогии.